# Anemone Schneck-Steidl

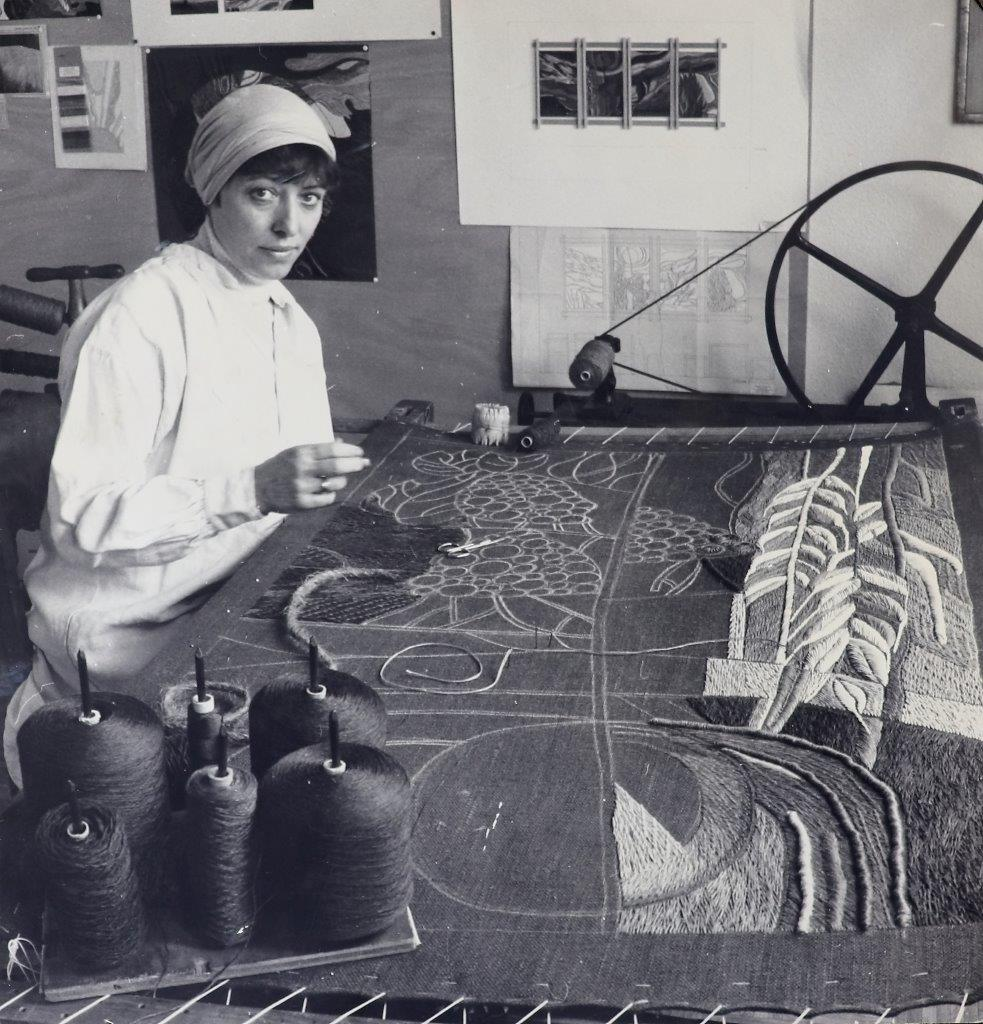
Anemone Schneck-Steidl (1974)

Anemone Schneck-Steidl (* 28. Dezember 1934 in Sonthofen/Allgäu als Anemone Steidl; † 15. September 2020) war eine deutsche Künstlerin, Textilgestalterin und Stickerin.

## Künstlerische Laufbahn
Anemone Schneck-Steidl verbrachte ihre Kindheit während des Zweiten Weltkriegs in Duisburg, Reutlingen, Traunstein sowie im Kloster Frauenchiemsee. Von 1952 bis 1954 absolvierte sie eine Lehre im Handwerk als Leinenstickerin im Kloster Wettenhausen mit dem Abschluss der Gesellenprüfung. Anschließend studierte sie Malerei und Illustration an der Akademie der Bildenden Künste in München als Meisterschülerin von Richard Seewald. 1957 legte sie parallel hierzu die Meisterprüfung ab als Textilgestalterin im Handwerk in der Fachrichtung Sticken. Im Anschluss eröffnete sie ihr eigenes Atelier und begann in München ihre Laufbahn als freischaffende Künstlerin. Sie war zeitweise mit dem Architekten Günter Max Schneck verheiratet, mit dem sie drei Kinder hatte.
2020 verstarb Schneck-Steidl in München-Schwabing.

## Werke
Ab 1975 beteiligte sich Schneck-Steidl an zahlreichen Ausstellungen, Messen und Biennalen im In- und Ausland.
Mehr als 45 ihrer großflächigen Textilarbeiten und Keramiken befinden sich im öffentlichen Raum, in Kirchen, Hotelhallen und Sitzungssälen in Deutschland und Frankreich. Elf große Wandkeramiken, gestaltet von Schneck-Steidl zusammen mit der Keramikerin Celine von Eichborn, zieren die Klinkerwände der U-Bahn-Station am Heinrich-König-Platz in Gelsenkirchen.
Weitere Arbeiten im öffentlichen Raum sind:
- 1968: Friedenstaube, Textilbild, 353 × 158 cm, Friedenskirche Detmold-Remmighausen[4]
- 1968: Kreuz über Wohnelementen der Menschen, Altarbild, Keramik, Friedenskirche Detmold-Remmighausen
- Genesis, Scheibe 140 cm Durchmesser, Bezirkstag Augsburg
- Psyche, Textilbild im Bezirkskrankenhaus Günzburg

## Preise und Auszeichnungen
- 1985 Schwabinger Kunstpreis im Bereich Plastik/Bildhauerei
- 1993 Kunstpreis des Bezirks Schwaben[5]